# 甲斐誉隆
甲斐 誉隆(かい やすたか、1978年1月28日 - )は日本の実業家、経営コンサルタント。宮崎県延岡市出身。

## 来歴・人物
明治大学政治経済学部を卒業後、早稲田大学大学院を修了した。2000年にさくら銀行(旧三井銀行・現三井住友銀行)に入行。
法人営業や個人部門の営業を経験後、銀行本部の管理部門や企画部門に配属。30歳の時に三井住友銀行本部の部長代理(本店調査役)となり数々の新規プロジェクトの指揮を担当する。
その後、コンサルティング会社のエグゼクティブパートナーなどを歴任し、2016年に自身でコンサルティング会社を立ち上げ、同社の代表取締役に就任。複数企業の経営顧問や外部取締役などを兼ねる。
これまでに、数百社のコンサルティングに携わり、売上アップだけでなくマネジメント確立・BPR・オペレーション改革・工程改革などを専門分野とする。
社員に押し付ける経営理念や経営哲学には賛同していない。

## その他
第56代清和天皇を祖とする清和源氏の嫡流。幼少の頃より深海生物が大好きで深海水族館に定期的に通うほどの大ファン。